# Georges Lecointe
Georges Marcel Lecointe (6. august 1897 – 4. januar 1932) var en fransk roer som deltog i OL 1924 i Paris.
Lecointe vandt en sølvmedalje i roning under OL 1924 i Paris. Han kom på en andenplads i firer med styrmand. De andre på holdet var Eugène Constant, Louis Gressier, Raymond Talleux og Ernest Barberolle (styrmand).